# エルンスト・ヴェーバー (教育学者)
エルンスト・ヴェーバー（Ernst Weber、1873年7月5日 - 1948年9月3日）は、ドイツの教育学者。ハンベルク教員養成所所長。美学を教育科学の基礎に求め、図画描写は一教科であるばかりか、教授法の重要な一手段であると説いた。